# Eusebio Ramos Morales
Eusebio Ramos Morales (15 de diciembre de 1952 Maunabo) es el obispo actual para la diócesis de Caguas, Puerto Rico. 
Estudió filosofía y teología en Universidad Central de Bayamón, en el seminario de Boynton Beach y en la Pontificia Universidad Gregoriana de Roma.  Fue ordenado sacerdote para la Diócesis de Caguas el 3 de junio de 1983 por el Obispo Enrique Hernández Rivera.
Ramos Morales fue nombrado por el papa Benedicto XVI como obispo de la Diócesis de Fajardo-Humacao, el 11 de marzo de 2008. El 31 de mayo de 2008, fue consagrado e instalado por el Arzobispo Roberto González Nieves para encabezar la nueva diócesis creada de Fajardo-Humacao. Los obispos Rubén González Medina y Józef Wesołowski sirvieron como su co-consagradores. El 2 de febrero de 2017, el papa Francisco lo nombró obispo de la diócesis de Caguas, Puerto Rico. Fue instalado y tomó posesión como obispo diocesano de Caguas el 26 de febrero de 2017.